# Dia Internacional da Igualdade Salarial
O Dia Internacional da Igualdade Salarial é um dia comemorado em 18 de setembro desde 2020, oficialmente instituído em 2019 pela Assembleia Geral das Nações Unidas.

## Proclamação
O Dia Internacional da Igualdade Salarial foi proclamado pela Assembleia Geral das Nações Unidas em 20 de setembro de 2019. Essa decisão foi tomada visando conscientizar a comunidade internacional sobre a diferença salarial entre gêneros e a necessidade urgente de garantir remuneração igual para trabalho de igual valor. A proclamação, promovida pela Coalizão Internacional pela Igualdade salarial (EPIC), uma iniciativa liderada pela Organização Internacional do Trabalho (OIT), ONU Mulheres e Organização para a Cooperação e Desenvolvimento Econômico (OCDE), destaca a importância de abordar essa questão como parte dos Objetivos de Desenvolvimento Sustentável (ODS).

## Celebração
Esse dia é comemorado anualmente em 18 de setembro. Essa data foi escolhida para aumentar a conscientização sobre a importância da igualdade salarial e a necessidade de tomar medidas eficazes para reduzir a diferença de gênero no local de trabalho. A primeira comemoração oficial ocorreu em 2020 e, desde então, foram realizadas diversas atividades e eventos organizados por governos, organizações da sociedade civil e empresas, como campanhas de conscientização, seminários, oficinas e mesas redondas com foco na promoção da igualdade salarial e no empoderamento econômico das mulheres.

## Temas
- 2020: Reconstruir melhor[6]
- 2021: Sem tema[7]
- 2022: Sem tema[8]
- 2023: Luta pela igualdade salarial no mercado de trabalho[5]
- 2024: Salário do Futuro: Soluções para acabar com a disparidade salarial entre homens e mulheres[9]